# 雷氏鱭
雷氏鱭（学名：Coilia reynaldi）為輻鰭魚綱鲱形目鳀科的其中一種，分布於印度洋區的印度、緬甸、斯里蘭卡、越南等海域，棲息深度可達50公尺，本魚從頭向尾部逐漸變細，腹部圓潤，上頷短，未達到鰓蓋，胸鰭鰭條細長，約有13個細絲，臀鰭長，並與尾鰭相連，尾鰭短小，臀鰭軟條80條，體長可達15公分，棲息在沿海、河口，可作為食用魚。

## 擴展閱讀
維基物種上的相關：雷氏鱭